# Ronde van Oost-Java 2013
De Ronde van Oost-Java werd in 2013 voor de negende keer gereden. De wedstrijd vond plaats van 4 september tot en met 6 september.

## Etappe-overzicht
| etappe | datum       | start    | eindstreep     | afstand | winnaar              | land       |
| ------ | ----------- | -------- | -------------- | ------- | -------------------- | ---------- |
| 1e     | 4 september | Surabaya | Sidoarjo       | 180 km  | Anuar Manan          | Maleisië   |
| 2e     | 5 september | Sidoarjo | Pendopo Tosari | 80      | José Toribio Alcolea | Spanje     |
| 3e     | 6 september | Sidoarjo | Pacet          | 78,6    | John Ebsen           | Denemarken |

## Eindklassement
| rang | renner               | land                | tijd       |
| ---- | -------------------- | ------------------- | ---------- |
| 1    | José Toribio Alcolea | Spanje              | 9u 09' 36" |
| 2    | Hari Fitrianto       | Indonesië           | + 2'06"    |
| 3    | David Clarke         | Verenigd Koninkrijk | + 2'11"    |

2005 · 
2006 · 
2007 · 
2008 · 
2009 · 
2010 · 
2011 · 
2012 · 
2013 · 
2014